# Klimm Spitze
Klimm Spitze är en bergstopp i Österrike.   Den ligger i distriktet Reutte och förbundslandet Tyrolen, i den västra delen av landet, 500 km väster om huvudstaden Wien. Toppen på Klimm Spitze är 2 354 meter över havet.
Terrängen runt Klimm Spitze är huvudsakligen bergig. Runt Klimm Spitze är det ganska glesbefolkat, med 26 invånare per kvadratkilometer.. Närmaste större samhälle är Tannheim, 14,6 km norr om Klimm Spitze. 
I omgivningarna runt Klimm Spitze växer i huvudsak blandskog.